# Баграш-Бігра
Багра́ш-Бігра́ (рос. Баграш-Бигра, удм. Баграш-Бигра) — присілок в Малопургинському районі Удмуртії, Росія.
Урбаноніми:
- вулиці — Гагаріна, Джерельна, Зарічна, Західна, Лучна, Молодіжна, Першотравнева, Південна, Північна, Польова, Радянська, Садова, Трактова, Шкільна
- провулки — Комсомольський, Першотравневий, Радянський

## Населення
Населення — 855 осіб (2010; 842 в 2002).
Національний склад станом на 2002 рік:
- удмурти — 98 %